# Federazione pallavolistica del Giappone
La Federazione giapponese di pallavolo (jpn. 日本バレーボール協会, eng. Japan Volleyball Association, JVA) è un'organizzazione fondata nel 1927 per governare la pratica della pallavolo in Giappone.
Organizza il campionato maschile e femminile, e pone sotto la propria egida la nazionale maschile e femminile.
Ha aderito alla FIVB nel 1951.